# هیستاتین
هیستاتین ها پروتئین های ضد میکروبی غنی از هیستیدین (کاتیونی) هستند که در بزاق یافت می شوند. نقش هیستاتین در فعالیت های ضد میکروبی باعث می شود هیستاتین بخشی از سیستم ایمنی ذاتی باشد . 
هیستاتین برای اولین بار در سال 1988 کشف شد، با عملکردهایی که مسئول حفظ هموستاز در داخل حفره دهان، کمک به تشکیل لایه بزاقی و کمک به پیوند یون‌های فلزی است. 

## عملکرد
هیستاتین ها پروتئین های ضد میکروبی و ضد قارچی هستند که در التیام و بسته شدن زخم نقش دارند.
خواص ضد قارچی هیستاتین ها در ازبین بردن قارچ های کاندیدا گلابراتا، کاندیدا کروسی، ساکارومایسس سرویزیه و کریپتوکوکوس نئوفرمانس دیده شده است.
علت کاهش بزاق پس از مصرف میوه گس، این است که هیستاتین جوهر مازو را در دهان رسوب می دهد.